# Tetraneura indica
Tetraneura indica är en insektsart. Tetraneura indica ingår i släktet Tetraneura och familjen långrörsbladlöss. Inga underarter finns listade i Catalogue of Life.